# カニビル
カニビル (Notostomum cyclostomum) は、海に住むヒルの一種である。体長は約10センチメートル。魚類の体液を吸うが、生態にはまだ不明な部分が多い。

## 生態
カニビルの成体はヒルのような長細い形態をしており、ヒル類に共通する吸盤のような口で魚に吸着し、体液を吸って生活する。一般的には成体が目にされる機会は少ないが、水揚げされたカニにも成体が付着していることがまれにある。
ズワイガニの甲羅に付着している黒い粒はカニビルの卵であるが、カニビルはズワイガニの甲羅を産卵の場所に利用するだけで、カニビルの成体がズワイガニの体内に寄生したり、ズワイガニの体液を吸ったりはしない。ズワイガニに産卵する理由は、カニビルが生息する海底が柔らかい泥に覆われている場所で、他に産卵に適する場所がないため、ズワイガニの甲羅を卵を産み付ける場所に利用していると考えられる。また、それによりズワイガニと共に移動できるというメリットがあるからだとも考えられている。
岩場が多い海域であればカニビルは岩場に産卵する傾向にあり、そのような海域で漁獲されたズワイガニには、カニビルの付着が少ない。カニビルはズワイガニの甲羅以外にも、甲殻類や貝類のような固い場所のどこにでも産卵する。

## 俗説
甲羅の卵の付着数が多いと、カニの脱皮から時間が経っている可能性が高いため、ズワイガニの身入りの目安とすることもある。しかし、ズワイガニの脱皮時期とズワイガニの漁業解禁期間に数か月の期間が開くこともあり、その間にライフサイクルの短いカニビルはすぐ産卵してしまうこともある。
カニビルに関してはあまり研究が進んでおらず、説を裏付けるための生態は分かっていない。

## 和名にカニビルの名を含む種
- ウオビル科 Piscicolidae[1]
  - キタノカニビル属 Johanssonia Selensky, 1914
    - キタノカニビル Johanssonia arctica (Johansson, 1898)

  - Carcinobdella
    - ヨツメカニビル Carcinobdella bimaculata Oka, 1933
    - ムツメカニビル Carcinobdella tigrina Oka, 1910

  - カニビル属 Notostomum
    - カニビル Notostomum cyclostomum